# Шемякіно (Брянська область)
Шемякіно (рос. Шемякино) — присілок у Брасовському районі Брянської області Росії. Входить до складу муніципального утворення Крупецьке сільське поселення.
Населення — 3 особи.
Розташований за 8 км на північ від села Крупець, за 7 км на схід від станції Кокоревка.

## Історія
Вперше згадується в другій половині XVIII століття, в складі Брасовського стану Севського повіту Орловської губернії. У 1778—1782 рр. тимчасово входив у Луганський повіт. Колишнє володіння Апраксиних. Належав до парафії села Кропивна.
З 1861 року входив до складу Крупецької волості Севського повіту, з 1924 — в Брасовській волості. У присілку було розвинене кустарне виробництво дерев'яних виробів (бочки, вози та інше).
З 1929 року в Брасовському районі. До 1962 року була центром Шемякінської сільради.

## Населення
За найновішими даними, населення — 3 особи (2013).
У минулому чисельність мешканців була такою:
| Роки      | 1866 | 1878 | 1894 | 1926 | 1979 | 1989 | 2002 | 2010 |
| --------- | ---- | ---- | ---- | ---- | ---- | ---- | ---- | ---- |
| Населення | 253  | 349  | 484  | 739  | 135  | 64   | 23   | 7    |